# 90º minuto (album)
90º Minuto è un album discografico di Brigantony contenente brani recitati, non musicali, pubblicato nel 1988.

## Tracce
1. Tutto il calcio minuto per minuto, pt. 1 – 3:44
2. 'Partita di calcio Catania - Marocco (1º tempo) – 14:19
3. Partita di calcio Catania - Marocco (2º tempo) – 13:09
4. Tutto il calcio minuto per minuto, pt. 2 – 3:03